# Плебисцит 1957 года в Венесуэле
 Плебисцит 15 декабря 1957 года или  Венесуэльский референдум 1957 года — плебисцит, проведённый властями Венесуэлы 15 декабря 1957 года с целью продлить на пять лет полномочия президента страны генерала Маркоса Переса Хименеса, а также продлить полномочия законодательных органов власти на всех уровнях, включая муниципальный. Опубликование его итогов стало толчком к свержению диктатуры Переса Хименеса.

## Диктатура Переса Хименеса и плебисцит 1957 года
В 1952 году один из организаторов военного переворота 24 ноября 1948 года, член правящей хунты и министр обороны генерал Маркос Перес Хименес стал временным, а в 1953 году и полноправным президентом Венесуэлы. В стране укрепился репрессивный военный режим, в своей практике сочетавший подавление оппозиционной деятельности и меры по развитию экономики и повышению жизненного уровня населения.
В 1957 году пятилетние президентские полномочия генерала Переса Хименеса близились к завершению. Президентские выборы должны были пройти 15 декабря 1957 года и оппозиционные партии объединили свои усилия с целью не допустить переизбрания президента. 14 июня они сформировали для координации своих действий Патриотическую хунту во главе с журналистом Фабрисио Охедой. Однако 4 ноября 1957 года генерал Перес Хименес сообщил Национальному конгрессу о намерении не проводить всеобщие выборы, а вопрос о продлении полномочий вынести на плебисцит.
В случае положительных результатов голосования полномочия президента продлевались на очередной пятилетний срок (1958—1963) и автоматически утверждались полномочия предложенных Пересом Хименесом депутатов Национального конгресса, Законодательной ассамблеи, Советов штатов и городских советов. Однако вопросы, вынесенные на референдум, противоречили принятой в 1953 году Конституции Венесуэлы, которая предусматривала проведение президентских, региональных и муниципальных выборов путём прямого, тайного и всеобщего голосования с участием альтернативных кандидатов.

## Проведение плебисцита
Подготовкой и проведением плебисцита занимался сформированный правительством Верховный избирательный совет (исп. Consejo Supremo Electoral). Оппозиционные партии и организации объявили проведение плебисцита неконституционным, чисто техническим мероприятием, средством узурпации власти Пересом Хименесом и призвали население бойкотировать процедуру голосования. 17 ноября в стране начались студенческие волнения. Тем не менее, 15 декабря 1957 года референдум был проведён и его официальные результаты говорили в пользу Переса Хименеса.

## Официальные результаты голосования[2]
|                            | Голоса        | %     |
| -------------------------- | ------------- | ----- |
| Избирательный ценз         | не установлен | 100 % |
| Всего проголосовало        | 2.738.972     | ?%    |
| Недействительные бюллетени | 186.015       | ?%    |
| Воздержались               | нет данных    | ?%    |

| \| \| \| | 82 % |
|          |      |

|  |  |

| \| \| \| | 12 % |
|          |      |

|  |  |

| \| \| \| | 6 % |
|          |     |

|  |  |

## Непризнание итогов плебисцита и свержение Переса Хименеса
Официальные итоги референдума вызвали волну возмущения в венесуэльском обществе и не были признаны оппозицией. После того, как 20 декабря 1957 года было объявлено, что Маркос Перес Хименес получил всенародную поддержку и останется президентом до 1963 года, в стране начались волнения. Даже вооруженные силы страны пережили раскол, выразившийся в антиправительственном восстании 31 декабря 1957 года — 2 января 1958 года. Военный режим оказался не в силах справиться с массовыми протестами и 23 января 1958 года, через месяц и 8 дней после плебисцита, Маркос Перес Хименес бежал из страны.